# 羽矢辰夫
羽矢辰夫（はや　たつお、1952年2月-　）は、日本の仏教学者、創価大学大学院教授、元青森公立大学教授。原始仏典を研究。

## 略歴
山口県生まれ。1975年東京大学文学部印度哲学印度文学科卒業。83年同大学院人文科学研究科印度哲学専攻博士課程単位取得退学。財団法人東方研究会研究員、青森公立大学経営経済学部教授。創価大学文系大学院教授。

## 著書
- 『ゴータマ・ブッダ』（春秋社、1999.5）
- 『ゴータマ・ブッダの仏教』（春秋社、2003.12）
- 『スッタニパータ さわやかに、生きる、死ぬ』（日本放送出版協会、2007.1 シリーズ仏典のエッセンス）
- 『ゴータマ・ブッダのメッセージ　「スッタニパータ」私抄』（大蔵出版、2011）上記を改訂
- 『ゴータマ・ブッダその先へ　思想の全容解明』（春秋社、2021）

### 翻訳
- 『インド仏教思想史』（S.ラーダークリシュナン著、三枝充悳共訳、大蔵出版、1985.12）
- 『ジャータカ全集 9』（矢島道彦、安藤嘉則、渡辺研二、奥田清明、大西美保共訳、春秋社 1991）
- 『摂大乗論』（岡野守也と共訳、コスモス・ライブラリー、1996.9）
- 『中部経典 1』（及川真介、平木光二との共訳、春秋社、2004.7）
- 『原始仏典』（共訳、春秋社、2018ほか）複数の巻に参加

### 論文
- CiNii>羽矢辰夫
- INBUDS>羽矢辰夫